# 魯德尼亞 (蘇梅州)
52°11′5″N 33°37′35″E / 52.18472°N 33.62639°E
魯德尼亞（烏克蘭語：Рудня）是位於烏克蘭東北部的村莊，由蘇梅州紹斯特卡區的中布達市鎮負責管轄。該村處於斯維加河畔，分別距離日霍韋和烏拉洛韋3.5公里，海拔高度143米，2001年人口278。